# 판타스틱 Mr. 폭스
판타스틱 Mr. 폭스(Fantastic Mr. Fox)는 로알드 달의 동명의 소설을 원작으로 한 2009년에 개봉한 미국의 코미디 스톱 모션 애니메이션 영화이다.
이 영화는 밤마다 평범하고 부유한 농부들로부터 먹을것을 훔치는 여우에 대한 영화이다. 농부들은 Mr. 폭스의 절도 행위에 신물이나 그를 죽이기 위해, 폭스의 집을 향해 굴을 파지만, 동물들은 농부들보다 한 수 앞섰고, 하수도에서 살게 된다.
인디언 페인트브러쉬와 리젠시 엔터프라이즈스에서 제작하고, 2009년 가을에 개봉을 한, 영화는 조지 클루니, 메릴 스트립, 제이슨 슈워츠먼, 빌 머리, 오언 윌슨이 성우를 맡았다. 웨스 앤더슨에게 있어서 그의 첫 애니메이션 영화이자 각색 영화이다.
레볼루션 스튜디오에서 2004년에 앤더슨과 헨리 셀릭(2004년 영화 스티브 지소와의 해저 생활을 같이 제작함)의 합작으로서 계획이 진행했다. 2007년에 셀릭이 《코렐라인: 비밀의 문》을 제작하기 위해 떠나면서 레볼루션은 계획을 접었고, 20세기 폭스사로 넘어오게 되었다. 촬영은 2007년 런던에서 시작됐으며, 비평가의 절찬을 받으며 2009년 후반기에 개봉하였다.

## 줄거리
미스터 폭스는 과거 도둑질을 하던 시절의 스릴을 잊지 못하고, 아내의 임신을 계기로 안정적인 삶을 약속했음에도 불구하고 다시 한번 위험한 계획을 세운다. 그는 세 명의 농부, 보거스, 번스, 빈의 농장을 털기로 결심하고, 잦은 도둑질로 인해 농부들은 미스터 폭스를 잡기 위해 그의 집 주변에 진을 치고 공격을 감행한다. 이 과정에서 미스터 폭스는 꼬리를 잃게 되고, 농부들의 공격으로 인해 집을 잃은 동물들은 지하 터널로 숨어들게 된다.
지하에서 미스터 폭스는 아내에게 자신의 잘못된 행동을 들키고, 동물들은 식량 부족에 시달린다. 이에 미스터 폭스는 동물들을 이끌고 농부들의 농장 지하를 파서 그들의 귀중품들을 훔쳐내고, 축제를 벌인다. 하지만 농부들은 이에 분노하여 동물들의 터널에 사과주를 가득 채워 동물들을 하수도로 몰아낸다.
미스터 폭스의 아들 애쉬와 조카 크리스토퍼슨은 농부 빈의 농장으로 몰래 돌아가 미스터 폭스의 잃어버린 꼬리를 찾으려다 크리스토퍼슨이 잡히게 된다. 미스터 폭스는 크리스토퍼슨을 구하기 위해 농부들에게 항복하려 하지만, 농부 빈의 경비원 쥐가 애쉬와 아내를 공격하자 다시 싸움에 뛰어들고, 쥐를 물리치고 크리스토퍼슨이 빈의 다락방에 갇혀있다는 정보를 얻는다.
미스터 폭스는 농부들에게 크리스토퍼슨을 풀어주면 항복하겠다고 제안하며 만남을 갖자고 한다. 그러나 농부들의 함정을 예상한 동물들은 반격을 준비하고, 그 틈을 타 미스터 폭스, 애쉬, 그리고 친구 카일리는 빈의 다락방으로 잠입한다. 애쉬는 위험을 무릅쓰고 크리스토퍼슨을 구출하고, 농부들을 따돌리기 위해 광견을 풀어놓아 꼬리를 되찾는다. 동물들은 다시 하수도로 돌아가고, 이후 농부들의 슈퍼마켓을 털어 풍족한 식량을 얻으며 새로운 삶을 시작한다. 미스터 폭스는 클립온 꼬리를 달고 아내의 임신 소식을 축하하며 이야기가 마무리된다.

## 캐스팅
- 조지 클루니 - 미스터 폭스(Mr. Fox)
- 메릴 스트립 - 펠리시티 폭스(Felicity Fox)
- 제이슨 슈워츠먼 - 애쉬 폭스(Ash Fox)
- 빌 머리 - 오소리 클라이브(Clive)
- 월리 우로다르스키 - 주머니쥐 카일리 스벤(Kylie Sven)
- 에릭 앤더슨 - 은여우 크리스토퍼슨(Kristofferson)
- 마이클 갬본 - 프랭클린 빈(Franklin Bean)
- 윌럼 더포 - 프랭클린 빈의 경비원 쥐
- 오언 윌슨 - 알비노 수달 스킵 코치(Skip)
- 자비스 코커 - 피티(Petey)
- 웨스 앤더슨 - 부동산 중개인 족제비
- 캐런 더피 - 수달 린다(Linda)
- 로빈 헐스톤 - 월터 보기스(Walter Boggis)
- 휴고 기네스 - 네이선 번스(Nathan Bunce)
- 헬렌 매크로리 - 빈 부인
- 로만 코폴라 - 컨트랙터 다람쥐
- 주먼 말로프 - 아그네스(Agnes)
- 제레미 도슨 - 비버의 아들
- 가스 제닝스 - 빈의 아들
- 브라이언 콕스 - 리포터 대니얼 피바디(Daniel Peabody)
- 트리스탄 올리버 - 폭발업자
- 제임스 헤밀턴 - 두더지
- 스티브 M. 랄스 - 비버
- 롭 허소브 - 헬기 조종사
- 제니퍼 퍼취스 - 의사 오소리
- 앨리슨 아바테 - 토끼의 전 여자친구
- 몰리 코퍼 - 여자 토끼
- 에이드리언 브로디 - 들쥐 릭티(Rickity)
- 마리오 바탈리 - 토끼
- 마틴 볼라드 - 소방사